# ОШ „Бранко Радичевић” Братунац
Основна школа „Бранко Радичевић” је основна школа у Братунцу. Налази се у улици Доситеја Обрадовића бб. Име је добила по Бранку Радичевићу српском пјеснику.

## Историјат
Основна школа „Бранко Радичевић” је отворена 1996—1997. као осмогодишња школа. Почела је да ради у санираном објекту у којем је до 1992. радила Основна школа „Вук Караџић” и бројала је осамсто осамдесет и шест ученика. Школске 2015—2016. је имала шесто четрдесет и седам ученика, шездесет и пет наставника, три вјероучитеља православне и једног исламске вјеронауке. У њеном саставу раде петогодишње подручне школе у селима Полом – основана 1928, Глогова – основана почетком педесетих година 20. вијека, Осамско – основана 1950. и Краснопоље – радила 1934—1954. и обновила рад 2005. када је саграђена нова школска зграда. У току Одбрамбено-отаџбинског рата 1992—1995. школски објекти у селима Осамско и Полом дјелимично су оштећени, док је у Глогови потпуно уништен. Нова школска зграда у селу Глогова је саграђена 2003. године. Раније је у њеном саставу радила и четворогодишња школа у селу Слапашница 1954—2009. Школа „Бранко Радичевић” садржи спортску салу, спортске терене и библиотеку која је 2015. године имала 13.385 књига. Обиљежавају школску славу Свети Сава 27. јануара, Дан школе, Дан ученичких постигнућа и Дан рођења Бранка Радичевића 27. марта.